# Lee Geum-jin
Lee Geum-jin (이금진?; 1º febbraio 1965) è un'ex cestista sudcoreana.

## Carriera
Con la Corea del Sud ha disputato le Olimpiadi del 1988 e i Campionati del mondo del 1986.